# John Jackson (Sportschütze)
John E. Jackson (* 14. Februar 1885 in Lincoln, Nebraska; † 17. Juni 1971 in Fairfield, Iowa) war ein US-amerikanischer Sportschütze.

## Erfolge
John Jackson nahm an den Olympischen Spielen 1912 in Stockholm teil. Im Dreistellungskampf mit dem Armeegewehr kam er nicht über den 33. Platz hinaus. Im Wettbewerb mit dem Armeegewehr über 600 m in beliebiger Position belegte er hinter Paul Colas und Carl Osburn den dritten Rang und gewann somit die Bronzemedaille. Die Goldmedaille sicherte er sich im Mannschaftswettbewerb mit dem Armeegewehr. Die US-amerikanische Mannschaft, zu der neben Jackson noch Harry Adams, Allan Briggs, Cornelius Burdette, Carl Osburn und Warren Sprout gehörten, schloss den Wettkampf mit 1687 Punkten vor der britischen und der schwedischen Mannschaft ab und wurde somit Olympiasieger. Jackson war mit 279 Punkten der viertbeste Schütze der Mannschaft.
Jackson war zum Zeitpunkt der Olympischen Spiele Sergeant bei der Iowa National Guard.